# Oden

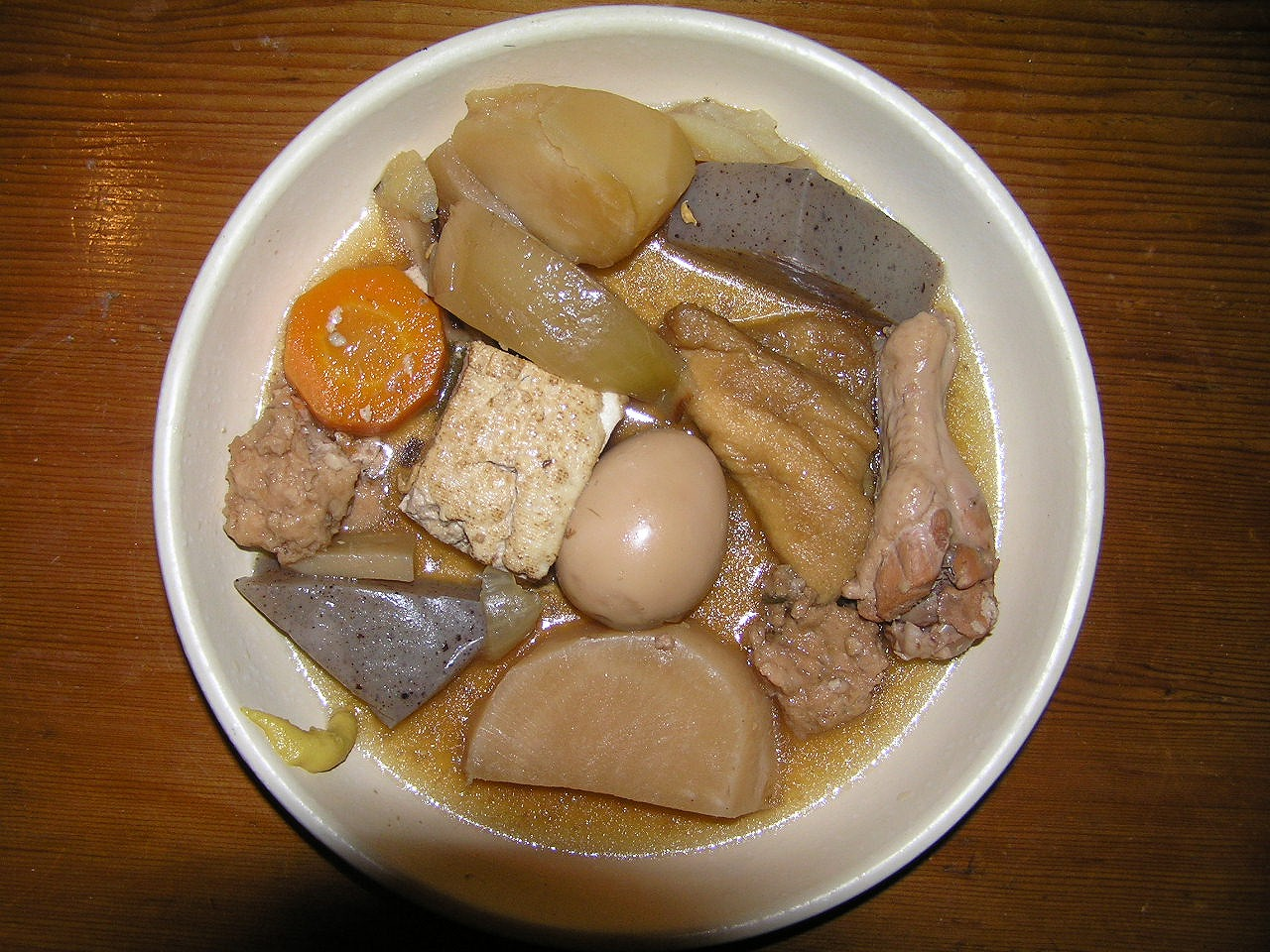
Prato de oden.

Oden (御田) é um prato japonês, consumido mais comumente no inverno, que consiste de vários legumes (como daikon e kon'nyaku), tofu e ovos cozidos imersos em um caldo feito à base de molho de soja e peixe. Porém, os ingredientes podem variar conforme o costume local.

## Cultura Popular
Servida pela Alferes Hoshi Sato (Oficial de Comunicações da telessérie americana de ficção científica Star Trek: Enterprise no 9º Episódio, "Singularity")  à tripulação.